# Cleisostoma arietinum
Cleisostoma arietinum är en orkidéart som först beskrevs av Heinrich Gustav Reichenbach, och fick sitt nu gällande namn av Leslie Andrew Garay. Cleisostoma arietinum ingår i släktet Cleisostoma och familjen orkidéer. Inga underarter finns listade i Catalogue of Life.